# Marcel Ruby
Pour les articles homonymes, voir Ruby.
Marcel Ruby, né le 1er février 1924 à Neyron et mort le 8 juin 2011 à Paris, est un historien, un homme politique et un résistant français.
Marcel Ruby est enterré au cimetière du Montparnasse.

## Biographie

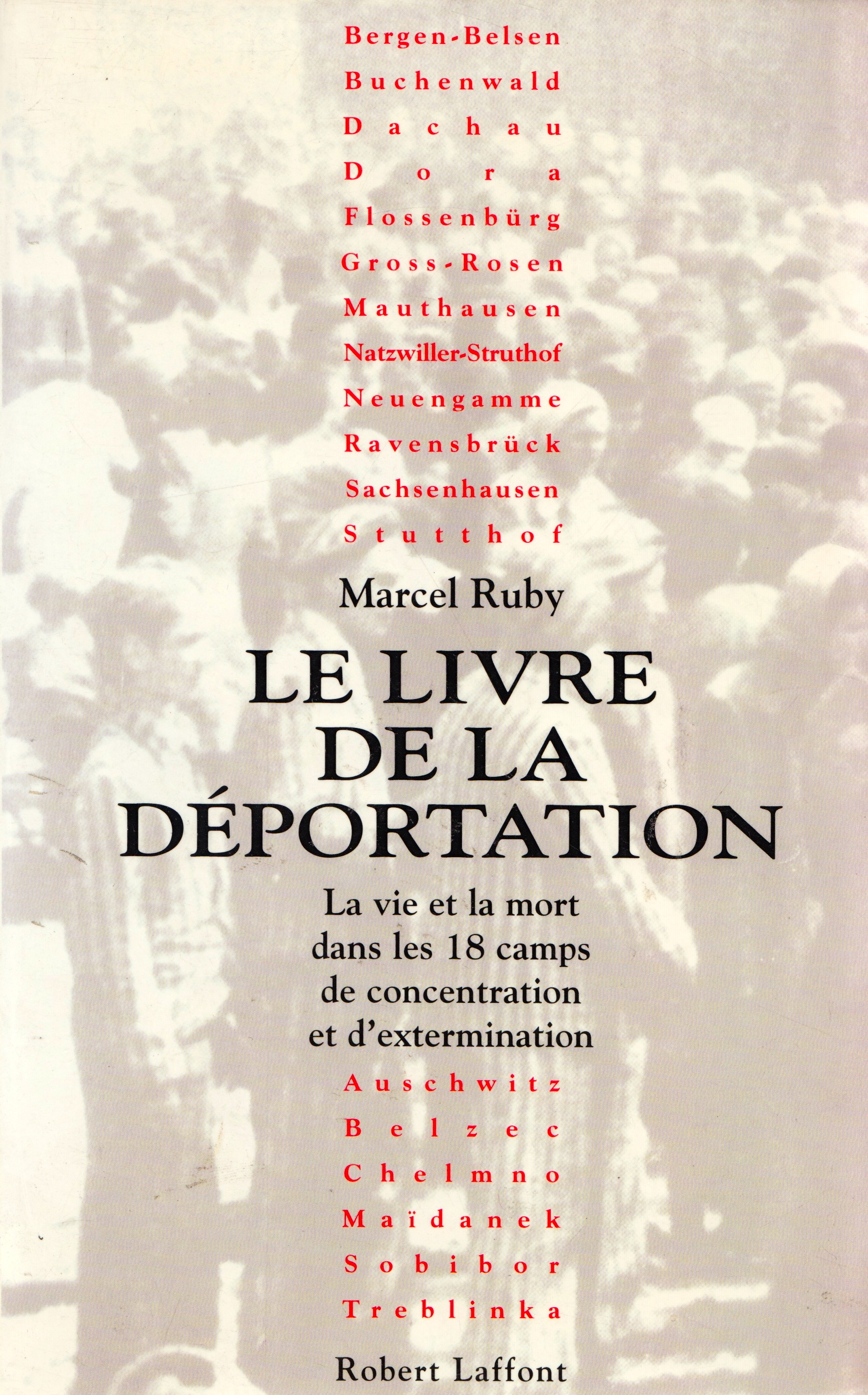
Traduite dans le monde entier, la somme historique de Marcel Ruby sur le système concentrationnaire nazi synthétise deux décennies de recherche personnelle.

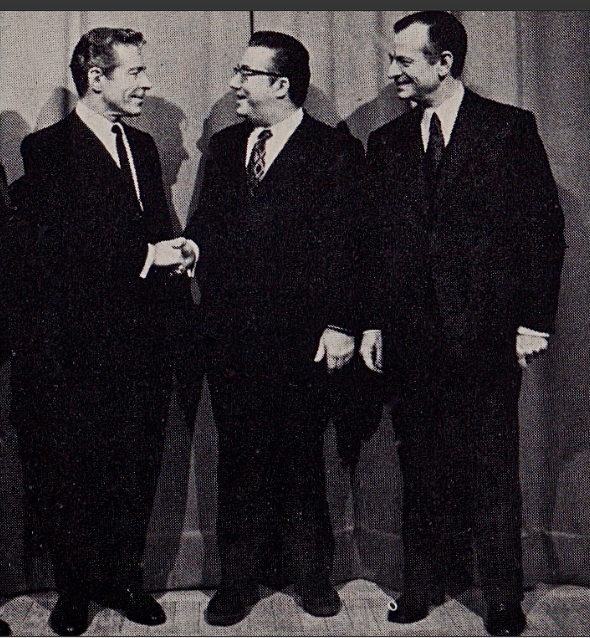
Marcel Ruby (au centre), avec Jean-Jacques Servan-Schreiber (à gauche) et Jean Lecanuet (à droite), au congrès du Mouvement Réformateur, Versailles, 1973.

### Résistant
Issu d'un milieu social modeste de Neyron, Marcel Ruby, très bon élève, devient bachelier pendant la guerre. À l'époque, seuls 5% de sa classe d'âge obtiennent le Baccalauréat. Il devient résistant du mouvement Combat et fait partie du Camp Didier, le maquis du 4e secteur de l'armée secrète du département du Rhône. Il sera gravement blessé lors de la bataille de Meximieux opposant les maquisards et un détachement des forces américaines à la 11e Panzerdivision.
Son engagement dans les FFI lui vaudra plusieurs distinctions militaires : Commandeur de la Légion d'honneur, médaille militaire, et Croix de Guerre avec palme.

### Historien
Professeur agrégé d'histoire et Docteur ès Lettres, Marcel Ruby est l'auteur d'une trentaine d'ouvrages, traduits dans trente-trois langues, traitant en particulier de la Seconde Guerre mondiale. L'un d'eux, Le Livre de la déportation. La vie et la mort dans les 18 camps de concentration et d'extermination, publié en 1995, synthétise dix-huit années de recherche personnelle et constitue un ouvrage de référence international en histoire des camps de concentration nazis.
Dans les années 1950 et 1960, sensible aux difficultés rencontrées notamment par les grands blessés de guerre pour fréquenter des établissements d'enseignement supérieur, Marcel Ruby compte parmi les fondateurs de l'actuel Centre national d'enseignement à distance (CNED), à Vanves (Hauts-de-Seine), dont il dirigera longtemps les enseignements historiques.

### Personnalité du Parti radical
Dans les Années 1970, Marcel Ruby a présidé la fédération départementale du parti radical valoisien dans le Rhône, ainsi que sa fédération régionale (huit départements). Sur le plan national, il a été vice-président d’honneur de ce parti, secrétaire général adjoint et président de la commission de discipline. Cet ancien élève de l'école des cadres du parti, disciple personnel de Pierre Mendès France, est l'auteur de plusieurs ouvrages de référence sur le radicalisme.

## Publications

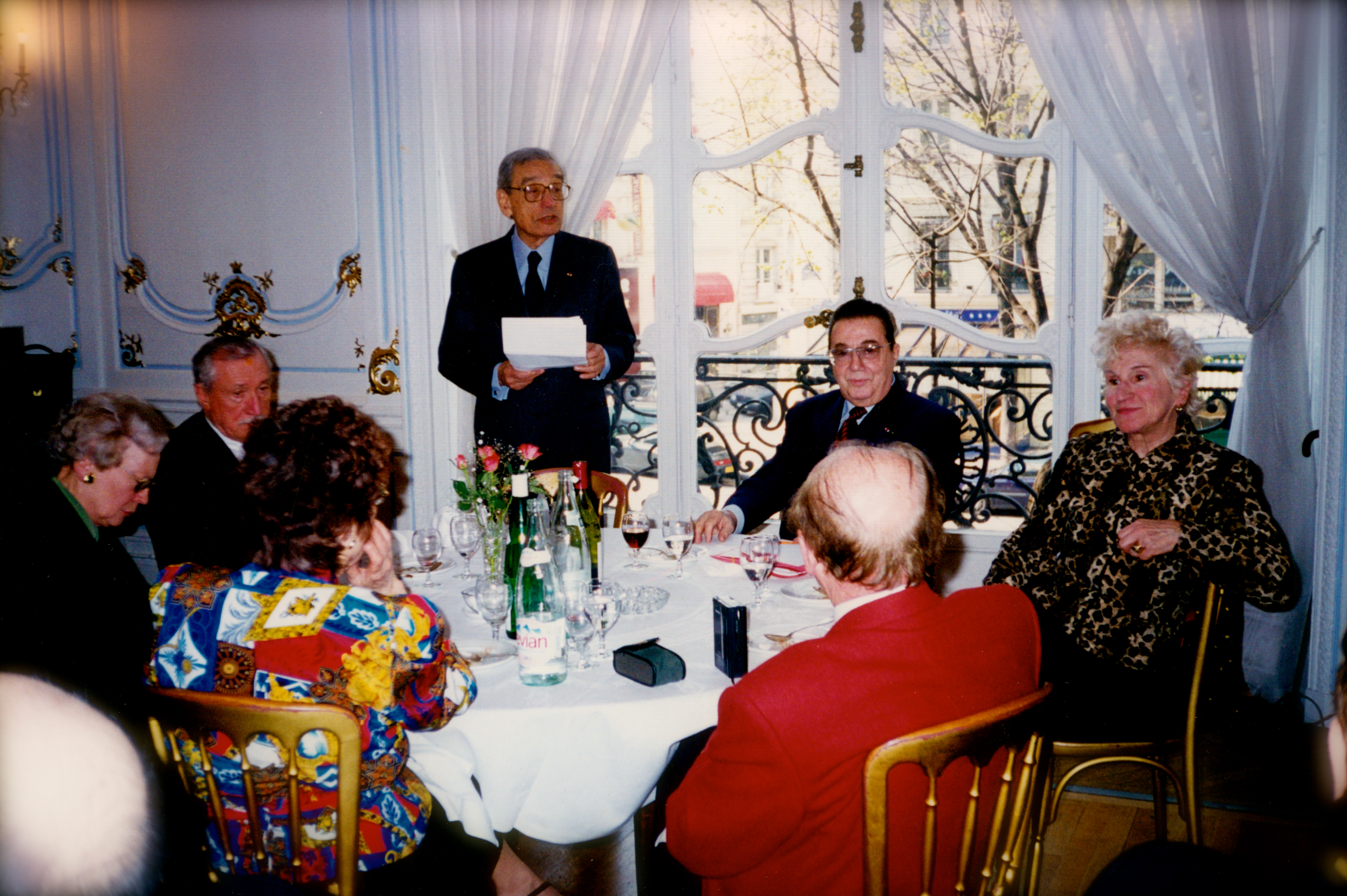
Avec Boutros Boutros-Ghali (debout), Secrétaire général de l'ONU, 2006, Paris.

### Géopolitique
- Le Solidarisme, préface de Jean-Jacques Servan-Schreiber, Librairie Gedage, 1971.
- Le Pari d'un gouvernement mondial,  (préface de Mikhaïl Gorbatchev), ouvrage collectif dont Jean-Louis Borloo et Olivier Giscard d'Estaing, Éditions A2C Medias, 2011.
- Une mondialisation humaniste, L'Harmattan, 2003.

### Religion
- Histoire de Dieu (préface de René Rémond), Éditions du Rocher, 2002.

### Seconde Guerre mondiale
- La Résistance chrétienne à Lyon, Lyon, avant-propos de Pierre Mouterde, préface de Marcel-G. Rivière, CRDP, 1971.
- Mémorial du Coq enchaîné, préface de Louis Pradel, Lyon, CRDP, 1976.
- Guerre et Presse, Lyon, L’Hermès, 1979.
- La Résistance à Lyon, deux vol., Éditions L'Hermès, 1979 ; prix Chazière 1980, prix littéraire de la Résistance 1982.
- Klaus Barbie : de Montluc à Montluc, Éditions L'Hermès, 1983.
- La Guerre secrète. Les réseaux Buckmaster, Éditions France-Empire, 1985.
- Lyon et le Rhône dans la guerre, 1939-1945, Éditions Le Coteau, 1990 Le Coteau, 239 p.
- Résistance et Contre-Résistance à Lyon et en Rhône-Alpes, Horvath, 1995, Lyon, 731 p.,  (ISBN 2-7171-0882-3).
- Le Livre de la déportation. La vie et la mort dans les 18 camps de concentration et d'extermination, Éditions Robert Laffont, 1995  (ISBN 2-221-07849-7).
- Résistance civile et résistance militaire, Éditions L'Hermès, 2000.

### Jean Zay
- La Vie et l'Œuvre de Jean Zay, préface de Jacques Droz, Paris, Librairie Gedalge, 1969, 511 p.
- Jean Zay : député à 27 ans, ministre à 31 ans, prisonnier politique à 36 ans, assassiné à 39 ans, Orléans, Corsaire Éditions, 1994, 415 p.  (ISBN 9782910475000).
- Jean Zay : député à 27 ans, ministre à 31 ans, prisonnier politique à 36 ans, assassiné à 39 ans, Orléans, Corsaire Éditions, 2023, 9782368001615 448 p

### Radicalisme
- Marcel Ruby (dir.), François Bilange, Jean Butin, Louis Muron, Laurent Sauzay, Lyon radicale ; un siècle de maires radicaux ; 1872-1976, Éditions lyonnaises d'Art et d'Histoire, 2001, Lyon, 191 p.,  (ISBN 2-84147-107-1).
- « La nature du radicalisme dans la France de l'entre-deux-guerres », in Serge Berstein, Marcel Ruby (dir.), Un siècle de radicalisme, vol. 860 de la coll. Histoire et civilisations, Presses universitaires Septentrion, 2004, 287 pages, p. 105-108 et 113  (ISBN 2859398147).

### Divers
- Lyon et la Révolution, préface de Louis Pradel, Lyon, CRDP, 1974.

## Distinctions

### Décorations
- Commandeur de la Légion d'honneur
- Croix de guerre 1939–1945
- Médaille militaire

### Récompenses
- Prix littéraire de la Résistance 1982 [réf. nécessaire]